# Sidi M'Hamed Ben Ali
Sidi M'Hamed Ben Ali (en bereber: ⵙⵉⴷⵉ ⵎⵃⴰⵎⴻⴷ ⴱⴻⵏ ⵄⵍⵉ; en árabe: سيدي امحمد بن علي‎) es un municipio (baladiyah) de la provincia o valiato de Relizan en Argelia. En abril de 2008 tenía una población censada de 20 096 habitantes.
Se encuentra ubicado al noroeste del país, cerca de la costa del mar Mediterráneo y a poca distancia al oeste de la capital del país, Argel.